# Stavlik vattenskorpion
Stavlik vattenskorpion (Ranatra linearis) är en insektsart som först beskrevs av Carl von Linné 1758.  Stavlik vattenskorpion ingår i släktet Ranatra och familjen vattenskorpioner. Arten är reproducerande i Sverige. Inga underarter finns listade i Catalogue of Life.

## Bildgalleri

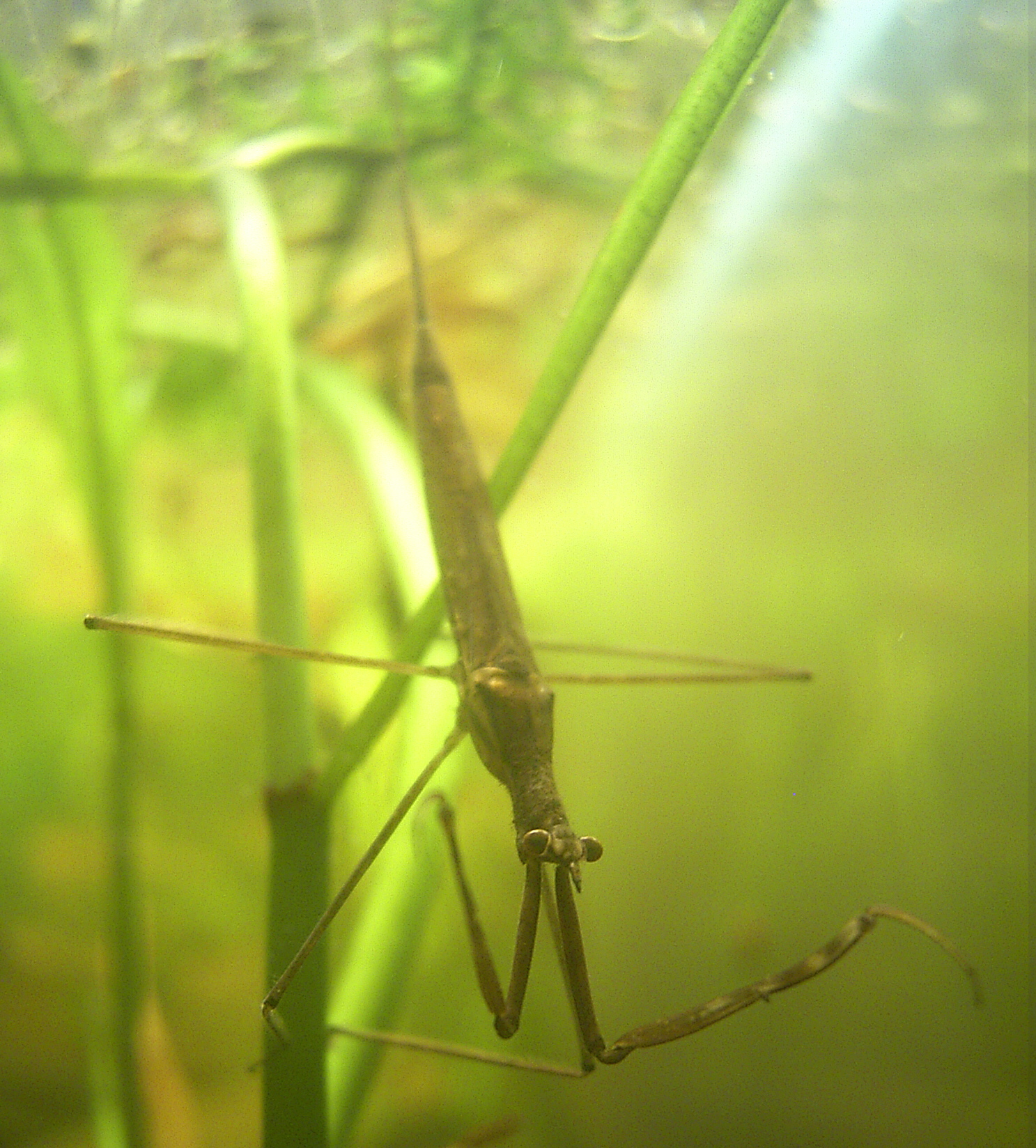
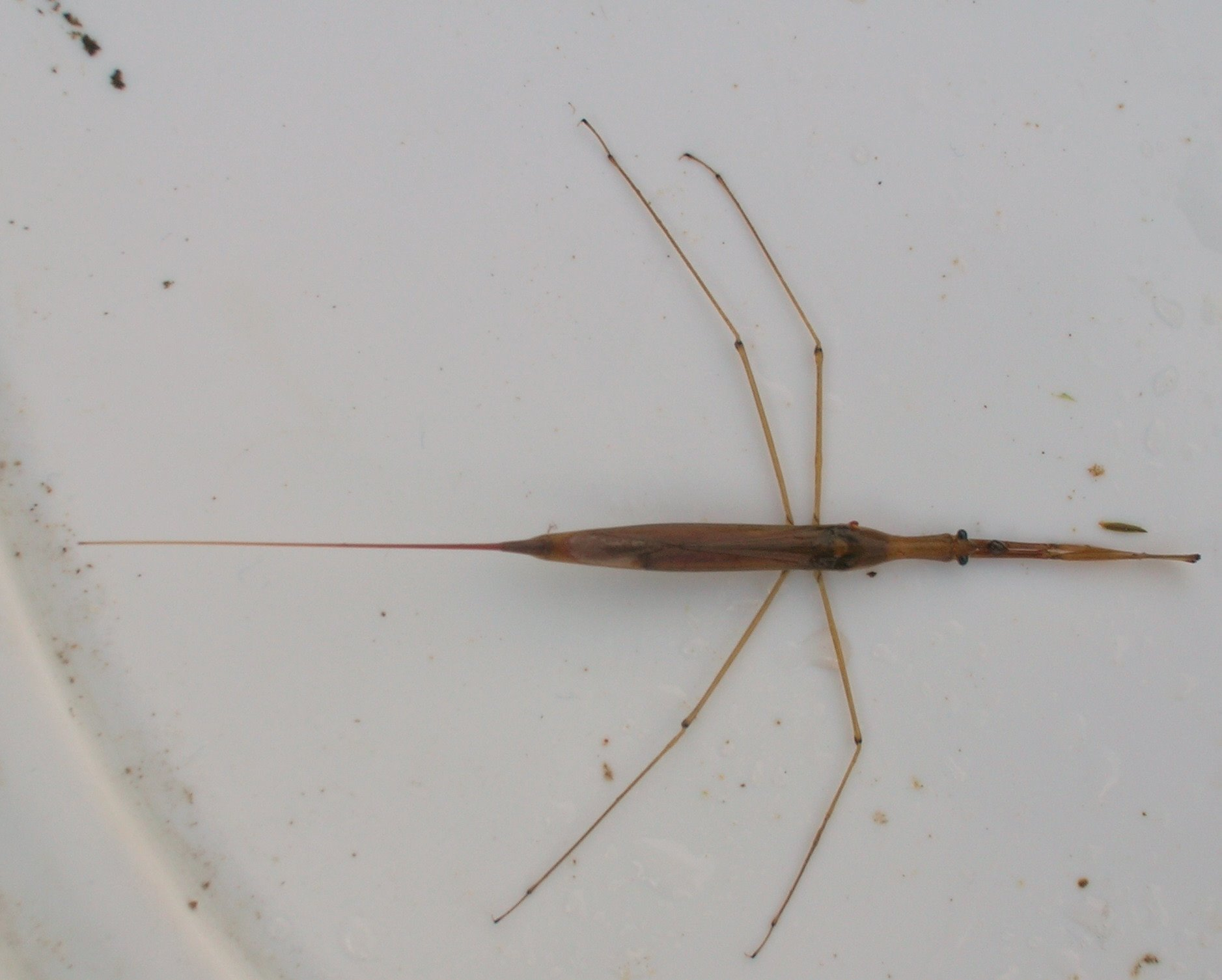
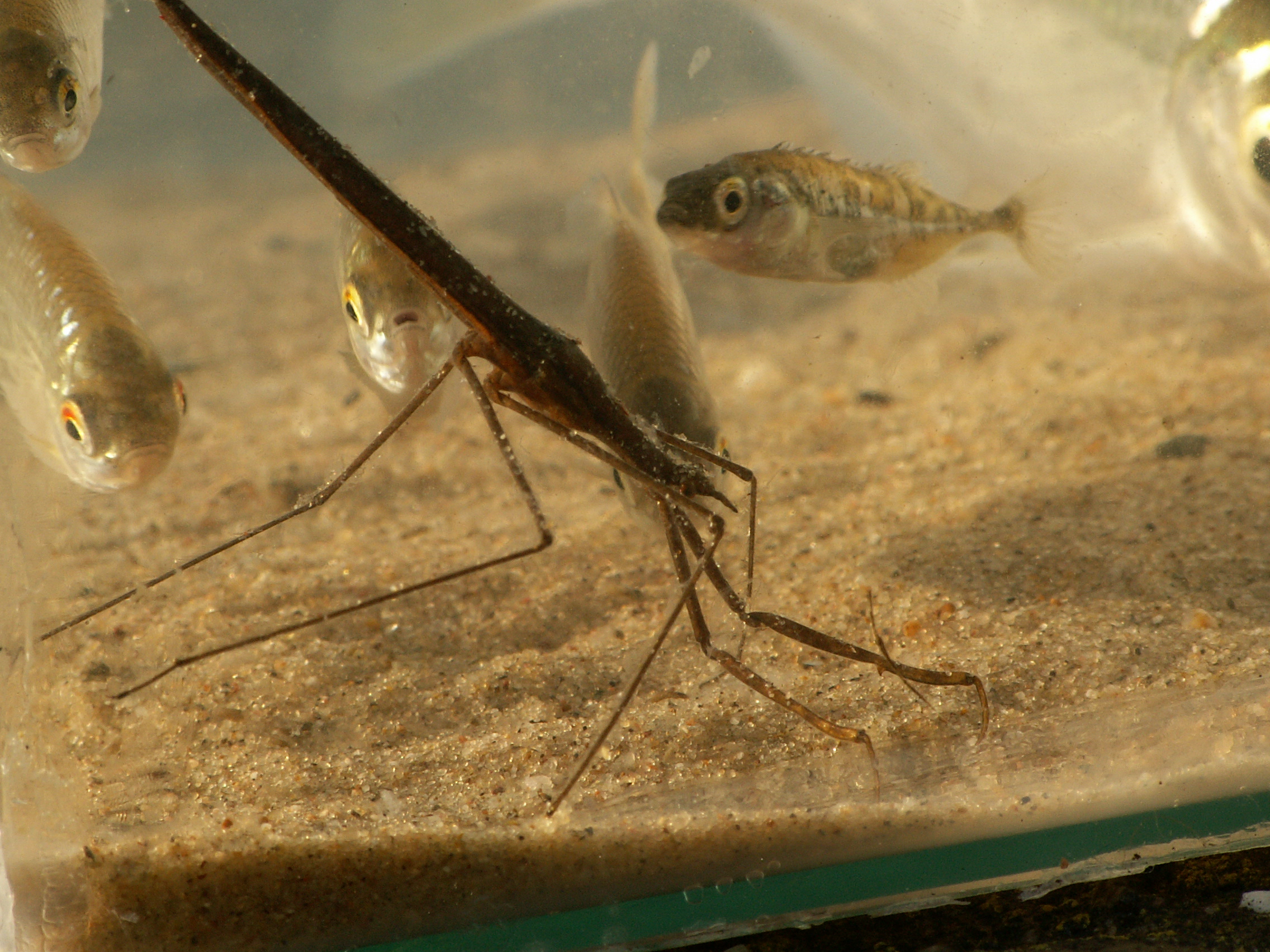
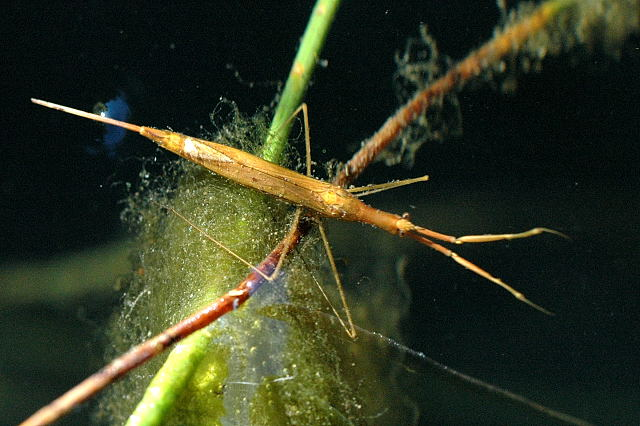
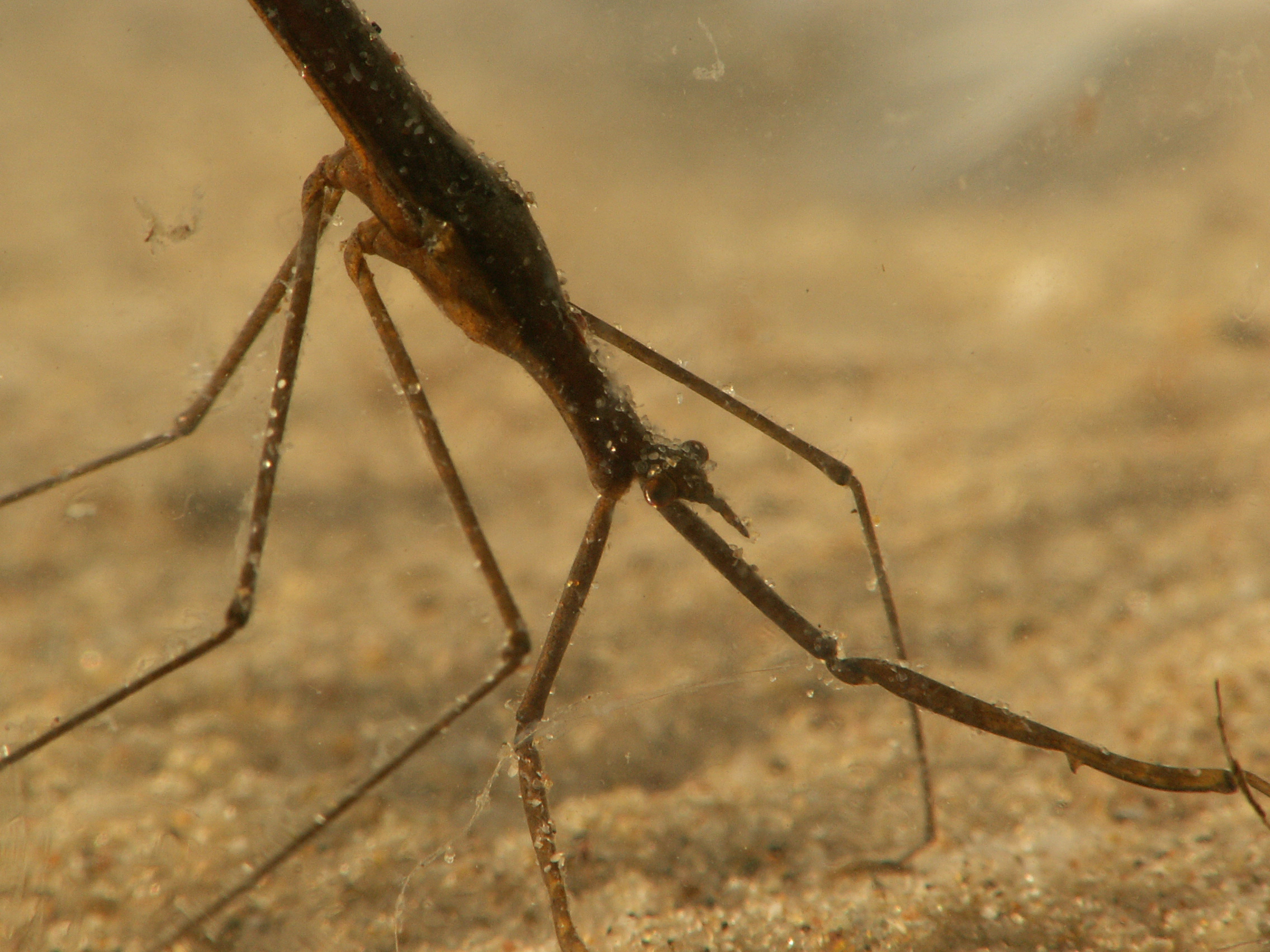
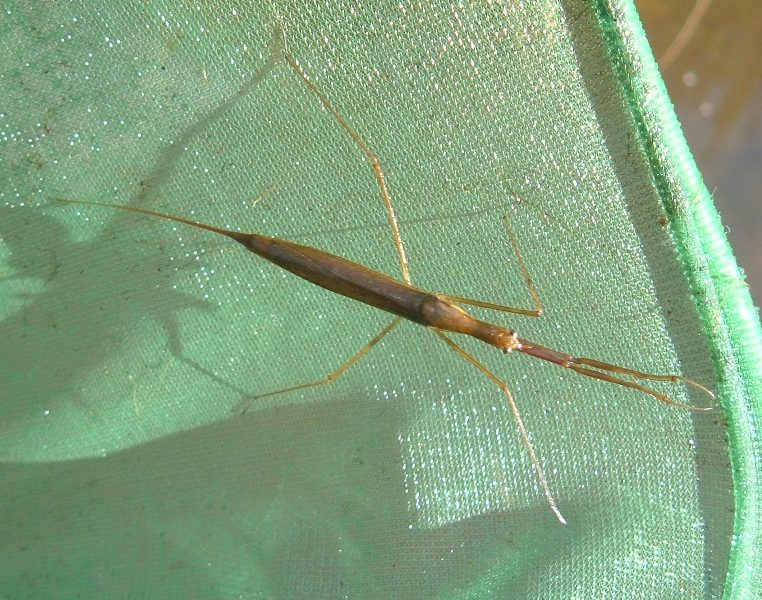